# Kotrag-Nunatak
Der Kotrag-Nunatak (bulgarisch нунатак Котраг nunatak Kotrag) ist ein 290 m hoher und markanter Nunatak auf Greenwich Island im Archipel der Südlichen Shetlandinseln. Er ragt 600 m südwestlich des Lloyd Hill, 1,5 km östlich des Telerig-Nunataks und 940 m westlich des Alzek-Nunataks aus dem Murgasch-Gletscher auf. 
Bulgarische Wissenschaftler kartierten ihn im Zuge von Vermessungen der Tangra Mountains auf der benachbarten Livingston-Insel zwischen 2004 und 2005. Die bulgarische Kommission für Antarktische Geographische Namen benannte ihn 2005 nach Kotrag, einem protobulgarischen Khan des 7. Jahrhunderts und Gründer des wolgabulgarischen Reichs.